# Piłka nożna w Bośni i Hercegowinie

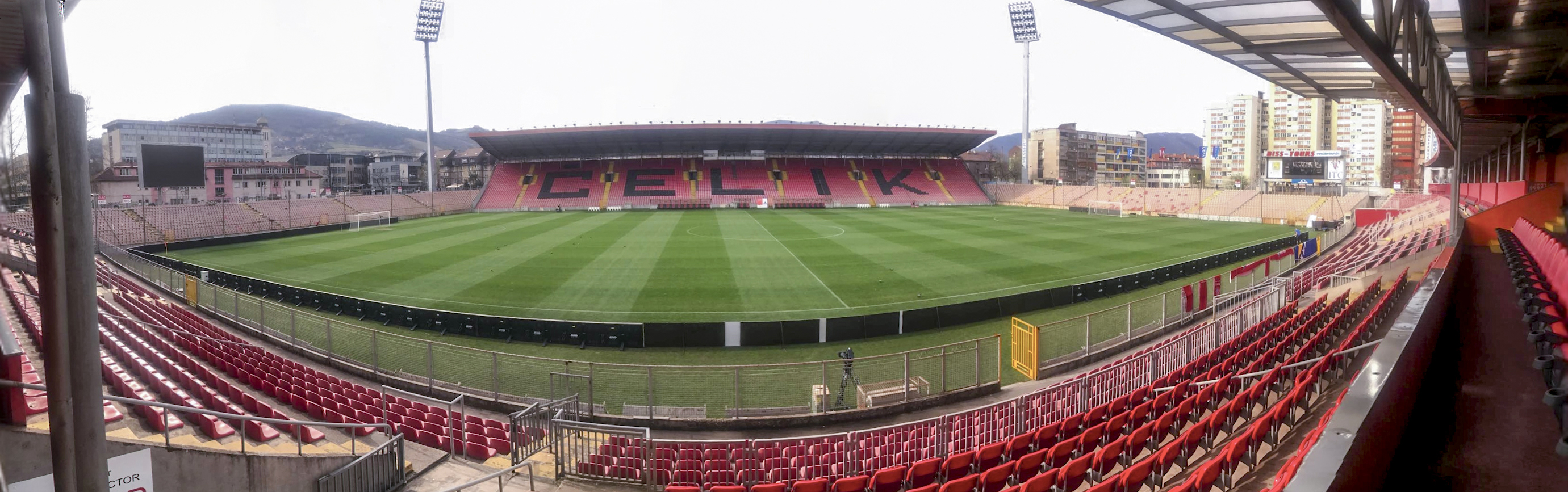
Bilino Polje – stadion narodowej reprezentacji w piłce nożnej

Piłka nożna (bośn. Nogomet nôɡomeːt) jest najpopularniejszym sportem w Bośni i Hercegowinie. Jej głównym organizatorem na terenie Bośni i Hercegowinie pozostaje Związek Piłki Nożnej Bośni i Hercegowiny (N/FSBiH).
Według stanu na 1 listopada 2021 roku Edin Džeko i Miralem Pjanić mają odpowiednio 118 i 102 występy reprezentacyjne, a Edin Džeko strzelił 60 bramek w barwach reprezentacji Bośni i Hercegowiny.
W Premijer liga Bosne i Hercegovine grają takie znane kluby świata, jak FK Željezničar, FK Sarajevo i Velež Mostar.

## Historia

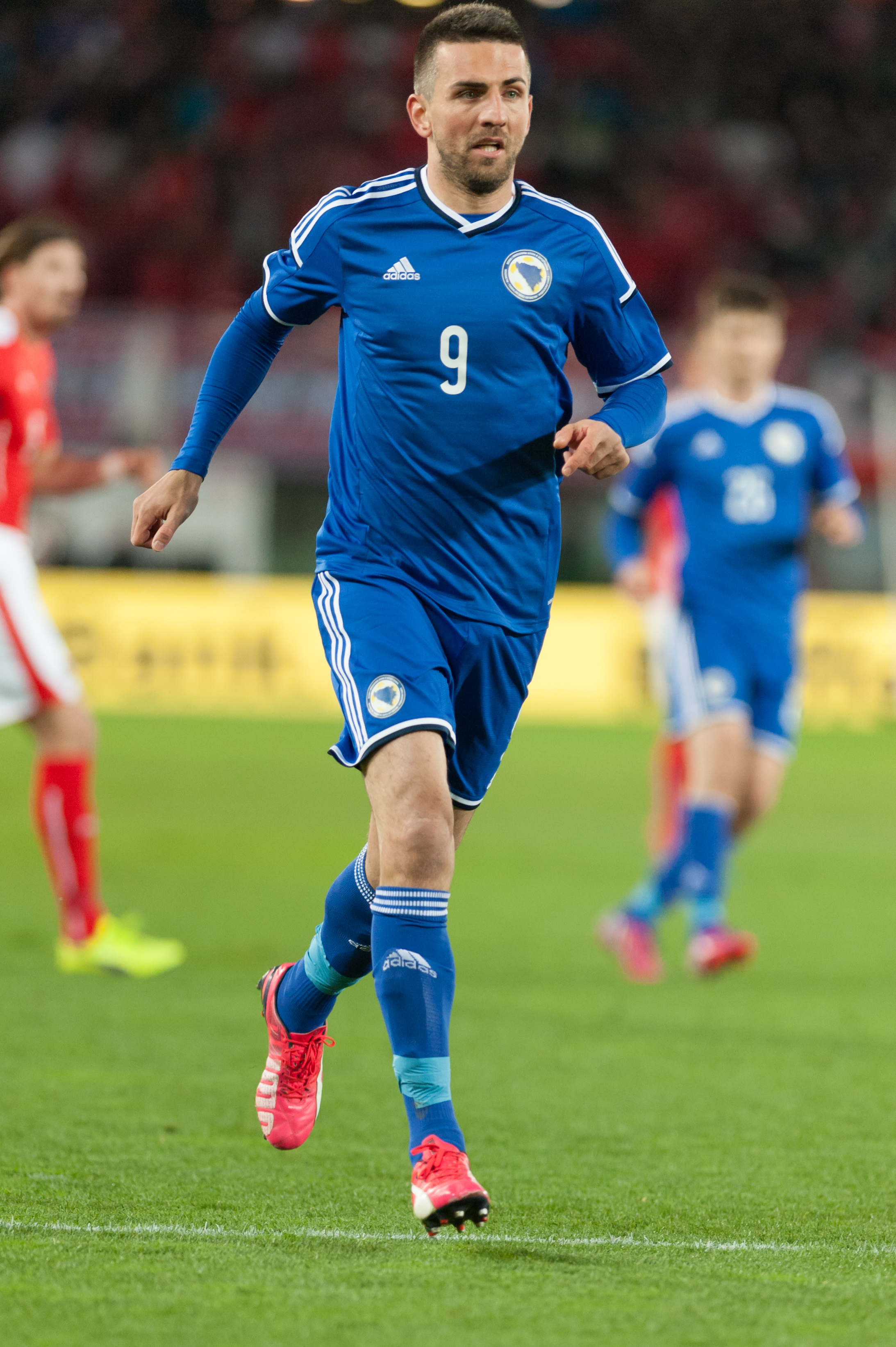
Vedad Ibišević, autor pierwszej bramki w barwach reprezentacji w finałach mistrzostw świata przeciwko Argentyny w 2014 roku

Piłka nożna zaczęła zyskiwać popularność w Bośni i Hercegowinie na początku XX wieku, a Sarajewo (1903) i Mostar (1905) były pierwszymi miastami, w których zaczęły organizować mecze.
W 1905 powstał pierwszy bośniacki klub piłkarski Zrinjski Mostar, w 1908 FK Osman Sarajewo. Następnie Banja Luka, Tuzla, Zenica i Bihać zorganizowały swoje kluby piłkarskie. Kraj był pod rządami Austro-Węgier, kiedy oficjalne zawody rozpoczęły się w 1908 roku, chociaż rozgrywki te miały niewielką skalę na każdym terenie. W momencie wybuchu I wojny światowej istniało pięć klubów w Sarajewie, cztery oparte na przynależności religijnej i etnicznej: SAŠK jako klub bośniackich Chorwatów, Slavija związany z bośniackimi Serbami, Đerzelez jako klub Bośniackich muzułmanów (znany również jako Sarajevski) i Makabi (znany również jako Barkohba) jako bośniacki klub żydowski; oraz jedyny wieloetniczny był klub robotniczy RŠD Hajduk. Oprócz klubów z Sarajewa było około 20 poza stolicą.
1 grudnia 1918 po zakończeniu I wojny światowej i po rozpadzie Austro-Węgier zamieszkane przez Słowian południowych komitaty Królestwa Chorwacji wraz z ziemiami Styrii i Krainy postanowiły zjednoczyć się z Serbią w Królestwo Serbów, Chorwatów i Słoweńców, późniejszą Jugosławię.
Spowodowało wzrost liczby regionalnych lig, a wkrótce zorganizowano mistrzostwa krajowe, w których brały udział dwie drużyny z Bośni i Hercegowiny, mistrzowie pododdziału piłkarskiego Banja Luka i Sarajewo. Po założeniu jugosłowiańskiej federacji piłkarskiej – NSJ (chorw. Nogometni Savez Jugoslavije) w kwietniu 1919 roku w Zagrzebiu, w 1920 roku powstał pododdział piłkarski w Sarajewie zwany Sarajevska fudbalska sjedišta - poprzednik federacji piłkarskiej Bośni i Hercegowiny. W sezonie 1923 zorganizowano pierwsze Mistrzostwa Królestwa Serbów, Chorwatów i Słoweńców. Do 1927 roku rozgrywki odbywały się systemem pucharowym. W sezonie 1928 organizowane pierwsze ligowe rozgrywki. W rozgrywkach brało udział 6 zespołów, grając systemem kołowym. W sezonie 1931/32 i 1935/36 rozgrywano systemem pucharowym. Zwycięzca turnieju otrzymywał tytuł mistrza Jugosławii. Pododdział Sarajewski reprezentowały kluby: SAŠK Sarajevo (1923, 1924, 1925, 1926, 1927, 1928, 1930/31),  Slavija (1929, 1930, 1932/33, 1934/35, 1935/36, 1936/37, 1937/38, 1938/39, 1939/40), Krajišnik Banja Luka (1935/36).
3 października 1929 zmieniono nazwę państwa na „Królestwo Jugosławii”, również Związek Piłkarski w maju 1930 został przeniesiony do Belgradu i przyjął serbską nazwę FSJ (Fudbalski savez Jugoslavije). W 1939 po utworzeniu autonomicznej Banowiny Chorwacji, do której przyłączone tereny Bośni i Hercegowiny prowadzone osobno rozgrywki mistrzostw Banowiny Chorwacji w sezonach 1939/1940 i 1940/1941 oraz mistrzostw Serbii w sezonie 1940/1941. SAŠK występował w chorwackiej lidze, a Slavija w serbskiej.
W czasie II wojny światowej w roku 1941 faszystowskie ugrupowanie ustaszy na czele z Ante Paveliciem przejęło władzę, ogłosiło niepodległość i powstało Niepodległe Państwo Chorwackie (NDH). Terytorium Chorwacji sprzymierzonej wówczas z Niemcami obejmowało Chorwację właściwą (choć nie całą, część terytorium przyłączono do Włoch) oraz tereny dzisiejszej Bośni i Hercegowiny. W latach 1941–1944 prowadzone mistrzostwa NDH.
W 1945 po utworzeniu Socjalistycznej Federacyjnej Republiki Jugosławii Bośnia i Hercegowina została włączona do jej składu i kontynuowano rozgrywki o mistrzostwo Jugosławii w najwyższej lidze, zwanej Prva savezna liga. W 1946 roku rozgrywano kwalifikacje w Bośni i Hercegowinie oraz innych republikach dla uczestnictwa w przyszłych mistrzostwach Jugosławii. Najlepszymi klubami Bośni i Hercegowiny w tym czasie były: FK Sarajevo (mistrz 1966/67, 1984/85), FK Željezničar (mistrz 1971/72), FK Velež Mostar, FK Sloboda Tuzla, NK Čelik Zenica i FK Borac Banja Luka, które grały w pierwszej lidze Jugosławii, II lidze oraz w rozgrywkach Pucharu Jugosławii.
Po upadku SFR Jugosławii w 1991 roku proklamowano niepodległość Bośni i Hercegowiny; w 1992 powstał Nogometni/Fudbalski Savez Bosne i Hercegovine, w skrócie N/FSBiH, potem rozpoczęła się wojna z Jugosławią (de facto z Serbią, wspomaganą przez oddziały czarnogórskie).
Po raz pierwszy Prva nogometna liga Bosne i Hercegovine zorganizowana w sezonie 1994/95. Sezony 1992/1993 i 1993/1994 nie odbyły się z powodu wojny w Bośni. W tym czasie FK Borac Banja Luka występował w 1. lidze jugosłowiańskiej. W sezonie 1993/1994 kluby Chorwatów bośniackich utworzyły własną ligę, którą wygrał zespół NK Široki Brijeg, jednak jej wyniki uznane zostały za nieoficjalne. Od 1994 istniały 3 ligi: Bośniaków, Chorwatów bośniackich i Serbów bośniackich, jednak mistrzem kraju aż do 1999 zostawał najlepszy zespół pierwszej z wymienionych. W sezonie 1999/2000 mistrzem Bośni i Hercegowiny zostawał zwycięzca play-offów rozgrywanych wśród najlepszych drużyn z lig bośniackiej i Chorwatów bośniackich. W następnym sezonie obie te ligi połączyły się i zwycięzca tych rozgrywek zdobywał mistrzostwo kraju.
W sezonie 2000/01 zainaugurowano rozgrywki zawodowej Premijer ligi Bośni i Hercegowiny. W sezonie 2002/03 do tej ligi dołączyły się także kluby Serbów bośniackich i dopiero od tego momentu istnieje jedna liga skupiające najlepsze kluby wszystkich głównych nacji w Bośni i Hercegowinie.

## Format rozgrywek ligowych
W obowiązującym systemie ligowym trzy najwyższe klasy rozgrywkowe są ogólnokrajowe (Premijer liga, I liga Federacji Bośni i Hercegowiny i I liga Republiki Serbskiej, Druga Liga FBiH i Druga liga Republiki Serbskiej). Dopiero na czwartym poziomie pojawiają się grupy regionalne.

## Puchary
Rozgrywki pucharowe rozgrywane w Bośni i Hercegowinie to:
- Puchar Bośni i Hercegowiny (Kup Bosne i Hercegovine u nogometu),
- Superpuchar Bośni i Hercegowiny (Superkup Bosne i Hercegovine) - mecz między mistrzem kraju i zdobywcą Pucharu.